# A. A. Milne
Alan Alexander Milne, mais conhecido pelo acrônimo A. A. Milne (Kilburn, 18 de janeiro de 1882 – Hartfield, 31 de janeiro de 1956), foi um autor inglês, mais conhecido por seus livros sobre o ursinho de pelúcia Winnie-the-Pooh e por vários poemas. Milne foi um escritor notável, principalmente como dramaturgo, antes que o enorme sucesso de Pooh ofuscasse todos os seus trabalhos anteriores. Milne serviu em ambas as Guerras Mundiais, ingressando no Exército Britânico na Primeira Guerra Mundial e como capitão da Guarda Interna Britânica na Segunda Guerra Mundial.
Ele era o pai do livreiro Christopher Robin Milne, em quem o personagem Christopher Robin é baseado.

## Biografia
Alan Alexander Milne nasceu em Kilburn, Londres filho dos pais John Vine Milne, que nasceu na Inglaterra, e Sarah Marie Milne (nascida Heginbotham) e cresceu na Henley House School, 6/7 Mortimer Road (agora Crescent), Kilburn, uma pequena escola independente dirigida por seu pai. Um de seus professores foi H. G. Wells, que ensinou lá em 1889-90. Milne frequentou a Westminster School e o Trinity College, Cambridge onde estudou com uma bolsa de estudos em matemática, graduando-se com um bacharelado em matemática em 1903. Ele editou e escreveu para a Granta, uma revista estudantil. Ele colaborou com seu irmão Kenneth e seus artigos apareceram sobre as iniciais AKM. O trabalho de Milne chamou a atenção da principal revista de humor britânica Punch, onde Milne se tornaria um colaborador e mais tarde um editor assistente. Considerado um jogador de críquete talentoso, Milne jogou por dois times amadores compostos em grande parte por escritores britânicos: os Allahakbarries e os Authors XI. Seus companheiros de equipe incluem os escritores J. M. Barrie, Arthur Conan Doyle e P. G. Wodehouse.
Milne ingressou no Exército Britânico na Primeira Guerra Mundial e serviu como oficial no Regimento Real de Warwickshire e mais tarde, após uma doença debilitante, no Royal Corps of Signals. Ele foi comissionado no 4º Batalhão, Regimento Real de Warwickshire em 1 de fevereiro de 1915 como segundo-tenente (em liberdade condicional). Sua comissão foi confirmada em 20 de dezembro de 1915. Em 7 de julho de 1916, ele foi ferido na Batalha do Somme e voltou para a Inglaterra inválido. Tendo se recuperado, ele foi recrutado para a Inteligência Militar para escrever artigos de propaganda para o MI7 (b) entre 1916 e 1918. Ele foi dispensado em 14 de fevereiro de 1919, e se estabeleceu em Mallord Street, Chelsea. Ele renunciou à sua comissão em 19 de fevereiro de 1920, mantendo o posto de tenente.
Depois da guerra, ele escreveu uma denúncia de guerra intitulada Peace with Honor (1934), que retratou um pouco com War with Honor de 1940. Durante a Segunda Guerra Mundial, Milne foi um dos críticos mais proeminentes do colega escritor inglês (e companheiro de equipe de críquete dos Authors XI) P. G. Wodehouse, que foi capturado em sua casa de campo na França pelos nazistas e preso por um ano. Wodehouse fez programas de rádio sobre sua internação, que foram transmitidos de Berlim. Embora as transmissões despreocupadas zombassem dos alemães, Milne acusou Wodehouse de cometer um ato de quase traição ao cooperar com o inimigo de seu país. Wodehouse se vingou de seu ex-amigo (por exemplo, em The Mating Season) criando paródias idiotas dos poemas de Christopher Robin em algumas de suas histórias posteriores e alegando que Milne "provavelmente tinha ciúme de todos os outros escritores... Mas eu amei suas coisas".
Milne se casou com Dorothy "Daphne" de Sélincourt (1890–1971) em 1913 e seu filho Christopher Robin Milne nasceu em 1920. Em 1925, Milne comprou uma casa de campo, Cotchford Farm, em Hartfield, East Sussex.
Durante a Segunda Guerra Mundial, Milne foi capitão da Guarda Nacional Britânica em Hartfield & Forest Row, insistindo em ser simplesmente "Sr. Milne" para os membros de seu pelotão. Ele se aposentou na fazenda depois de um derrame e uma cirurgia no cérebro em 1952 que o deixaram inválido e, em agosto de 1953, "parecia muito velho e desencantado". Milne morreu em janeiro de 1956, aos 74 anos.

## Trabalhos

### Romances
- Lovers in London (1905. Alguns consideram isso mais como uma coleção de contos; Milne não gostou e considerou The Day's Play como seu primeiro livro).
- Once on a Time (1917)
- Mr. Pim (1921) (uma novelização de sua peça de 1919 Mr. Pim Passes By)
- The Red House Mystery (1922)
- Two People (1931) (a jaqueta interna afirma que esta é a primeira tentativa de Milne em um romance)
- Four Days' Wonder (1933)
- Chloe Marr (1946)

### Não ficção
- Peace With Honour (1934)
- It's Too Late Now: The Autobiography of a Writer (1939)
- War With Honour (1940)
- War Aims Unlimited (1941)
- Year In, Year Out (1952) (ilustrado por EH Shepard)

#### Artigos depunção
- The Day's Play (1910)
- The Holiday Round (1912)
- Once a Week (1914)
- The Sunny Side (1921)
- Those Were the Days (1929) [Os quatro volumes acima, compilados]

### Artigos de jornais e introduções de livros
- The Chronicles of Clovis by "Saki" (1911) [Introdução a]
- Not That It Matters (1919)
- If I May (1920)
- By Way of Introduction (1929)
- ‘'Women and Children First!’’. John Bull, 10 de Novembro de 1934
- It Depends on the Book (1943, na edição de setembro do jornal da Cruz Vermelha O prisioneiro de guerra)[17]

### Coleções de histórias para crianças
- A Gallery of Children (1925)
- Winnie-the-Pooh (1926) (ilustrado por Ernest H. Shepard)
- The House at Pooh Corner (1928) (ilustrado por E. H. Shepard)
- Short Stories

### Coleções de poesia para crianças
- When We Were Very Young (1924) (ilustrado por EH Shepard)
- Now We Are Six (1927) (ilustrado por EH Shepard)

### Coleções de histórias
- The Secret and other stories (1929)
- The Birthday Party (1948)
- A Table Near the Band (1950)

### Poesia
- For the Luncheon Interval (1925) [poemas de Punch]
- When We Were Very Young (1924) (ilustrado por EH Shepard)
- Now We Are Six (1927) (ilustrado por EH Shepard)
- Behind the Lines (1940)
- The Norman Church (1948)
- If I Were A King (1925)

### Roteiros e peças
- Wurzel-Flummery (1917)
- Belinda (1918)
- The Boy Comes Home (1918)
- Make-Believe (1918) (brincadeira infantil)
- The Camberley Triangle (1919)
- Mr. Pim Passes By (1919)
- The Red Feathers (1920)
- The Romantic Age (1920)
- The Stepmother (1920)
- The Truth about Blayds (1920)
- The Bump (1920, Minerva Films), estrelado por Aubrey Smith
- Twice Two (1920, Minerva Films)
- Five Pound Reward (1920, Minerva Films)
- Bookworms (1920, Minerva Films)
- The Great Broxopp (1921)
- The Dover Road (1921)
- The Lucky One (1922)
- The Truth About Blayds (1922)
- The Artist: A Duologue (1923)
- Give Me Yesterday (1923) (também conhecido como Success no Reino Unido)
- Ariadne (1924)
- The Man in the Bowler Hat: A Terribly Exciting Affair (1924)
- To Have the Honour (1924)
- Portrait of a Gentleman in Slippers (1926)
- Success (1926)
- Miss Marlow at Play (1927)
- The Fourth Wall or The Perfect Alibi (1928) (posteriormente adaptado para o filme Birds of Prey (1930), dirigido por Basil Dean)
- The Ivory Door (1929)
- Toad of Toad Hall (1929) (adaptação de The Wind in the Willows)
- Michael and Mary (1930)
- Other People's Lives (1933) (também conhecido como They Don't Mean Any Harm)
- Miss Elizabeth Bennet (1936) [baseado em Pride and Prejudice]
- Sarah Simple (1937)
- Gentleman Unknown (1938)
- The General Takes Off His Helmet (1939) no The Queen's Book of the Red Cross
- The Ugly Duckling (1941)
- Before the Flood (1951).

## Obras sobre Pooh e Milne
- CREWS, Frederick. The Pooh Perplex. Chicago & Londres: University of Chicago Press, 2003 (1a. ed., 1963). ISBN 0-226-12058-9
- CREWS, Frederick. Postmodern Pooh. Nova York: North Point Press, 2001. ISBN 0-86547-654-3
- HOFF, Benjamin. The Tao of Pooh. Nova York: Penguin, 1983. ISBN 0-14-006747-7
- HOFF, Benjamin. The Te of Piglet. Nova York: Dutton Adult, 1992. ISBN 0-525-93496-0
- MILNE, Christopher Robin e MELROSE, A. R. (ed.). Beyond the World of Pooh: Selections from the Memoirs of Christopher Milne. Nova York: Dutton, 1998. ISBN 0-525-45888-3
- THWAITE, Ann. A. A. Milne: His Life. Nova York: Random House, 1990. ISBN 0-394-58724-3
- TYERMAN WILLIAMS, John. Pooh and the Philosophers: In Which It Is Shown That All of Western Philosophy Is Merely a Preamble to Winnie-The-Pooh. Londres: Methuen, 1995. ISBN 0-525-45520-5
- WULLSCHLAGER, Jackie. Inventing Wonderland: The Lives and Fantasies of Lewis Carroll, Edward Lear, J. M. Barrie, Kenneth Grahame and A. A. Milne. Nova York & Detroit: The Free Press, 1996. ISBN 0-684-82286-5

## Filmes
- The Fourth Wall foi filmado como The Perfect Alibi.
- Michael and Mary foi filmado em 1932.